# Врождённая гиперплазия коры надпочечников вследствие недостаточности 17-альфа-гидроксилазы
Врождённая гиперплазия коры надпочечников (ВГКН) вследствие недостаточности 17-альфа-гидроксилазы — одно из группы заболеваний, связанных с недостаточной функцией ферментов стероидогенеза и объединяемых под названием «врождённые гиперплазии коры надпочечников». Встречается очень редко. Вызывается мутациями гена CYP17A1, кодирующего фермент 17α-гидроксилазу.

## Проявления
Обычно недостаточность проявляется впервые в периоде полового созревания. У пациента отмечается гипертензия, гипокалиемия, гипогонадизм. Обычно пациенты мужского пола (XY) при этом имеют ряд женских половых признаков и ошибочно считаются девочками до обнаружения состояния. У них развиты внешне женские гениталии с «замкнутой» вагиной без матки и фаллопиевых труб, при этом яички скрыты в брюшной полости. У мальчиков с менее выраженной мутацией, дающей некоторое количество андрогенов, расстройство замечают раньше по недоразвитым гениталиям смешанного типа. Поводом к обращению в классическом случае является отсутствие типичных для девочки признаков наступления пубертата.
У девочек (XX) расстройство проявляется в первую очередь гипертензией, которая иногда возникает лишь в пубертате. Также отмечается задержка пубертата, аменорея, недостаточность вторичных половых признаков вследствие недостаточной выработки эстрогенов и андрогенов яичниками.
При обращении к врачу около 90 % пациентов страдают от повышенного давления и гипокалиемии. Реже встречается злокачественная гипертензия. Также на первый план может выходить тяжёлая гипокалиемия с мышечной слабостью, вздутием брюшной полости, кишечной непроходимостью.

## Эпидемиология
Недостаточность 17-альфа-гидроксилазы встречается гораздо реже, чем недостаточность 21-гидроксилазы, самая распространённая форма ВГКН, она также более редка, чем занимающая второе по частоте место недостаточность 11-бета-гидроксилазы. По примерным оценкам, она развивается у 1 из 50000 человек. Расстройство встречается во всех странах, но в самой яркой форме — обычно в изолированных популяциях и определённых местностях, например, в Турции, где эта форма встречается у 1 из 273 пациентов с ВГКН, или в Бразилии, где за десять лет выявлено 16 случаев.

## Патогенез
Как видно из схемы внизу, недостаточная активность фермента препятствует образованию кортизола, андрогенов и эстрогенов. В то же время у пациентов не проявляется симптомов надпочечниковой недостаточности, как при болезни Аддисона, поскольку верхняя линия стероидогенеза не нарушена и кортикостерон и другие кортикостероиды производятся даже в большем количестве, чем обычно. При этом из кортикостерона образуется, также в повышенных объёмах, минералокортикоид дезоксикортикостерон, что и приводит к гипертензии при активизации стероидогенеза в переходном возрасте.

## Иллюстрация

Схема стероидогенеза. Первая и вторая горизонтальные зелёные плашки символизируют двоякую ферментную активность белка: иногда он именуется «17-альфа-гидроксилаза/17,20-лиаза». Мутация гена препятствует нормальному преобразованию промежуточных продуктов в следующие по цепочке гормоны, вызывая в то же время избыток веществ-предшественников.